# Centrumkyrkan, Mariannelund

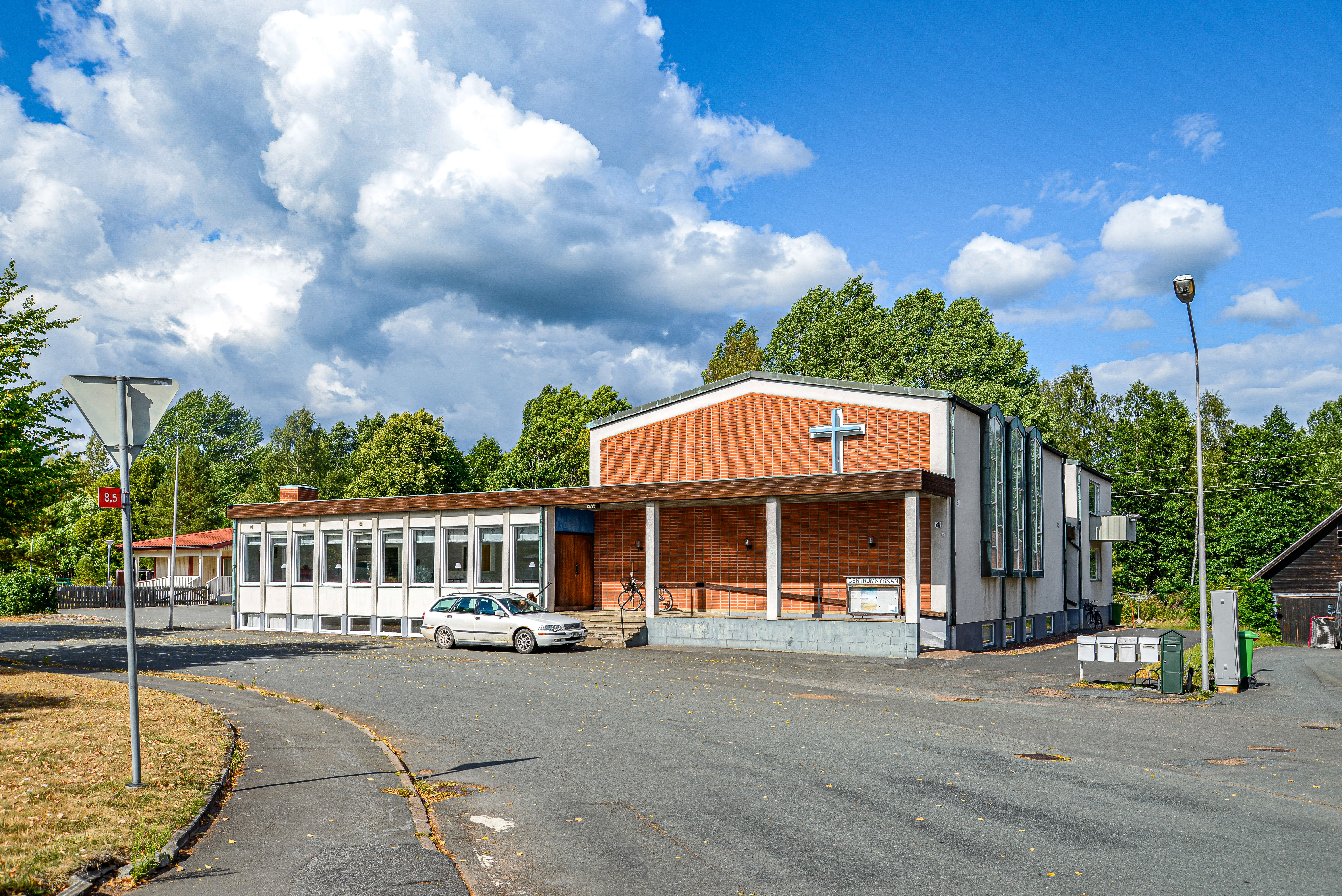
Frikyrkan Centrumkyrkan i Mariannelund. 28 juli 2016.

Centrumkyrkan är en frikyrka i Mariannelund i Eksjö kommun. Församlingens formella namn är Mariannelunds frikyrkoförsamling, och samarbetar med Evangeliska frikyrkan och Pingströrelsen. Församlingens har ca 170 medlemmar.
Församlingen äger också lägergården Vallersvik strax utanför Mariannelund, där det bland annat bedrivs barnläger under somrarna.